# Цукунэ
Цукунэ (яп. つくね、捏、捏ね) — это термин японской кухни, обозначающий фрикадельки, чаще всего приготовленные в стиле якитори (но их также можно жарить, запекать или варить), которые иногда покрывают сладким соевым соусом или соусом якитори, который часто ошибочно принимают за соус терияки.

## Описание
Загустители добавляются в измельченный материал, такой как говядина, свинина или птица, а иногда и рыба или баранина. Затем смесь замешивают и формуют в виде клёцки или нанизывают на шампур. 
Также это слово относится к рыбным фрикаделькам, которые добавляют в горячий суп и называют цумире-дзиру (яп. つみれ汁) , или суп с рыбными шариками. Цукунэ также подают как цукунэ набэ — японское блюдо, готовящееся на пароходе, с местными разновидностями, встречающимися в разных регионах Японии. Традиционно в Японии рыбное филе измельчали с помощью сурибати (яп. すり鉢, すりばち, 擂鉢) , но сейчас обычно используются блендеры. Цукунэ традиционно нанизывают на бамбуковый шампур и жарят на огне или углях, но их также можно приготовить без шампура на сковороде на плите.

## Приготовление
Загустители, такие как яйцо, измельченный батат и панировочные сухари, добавляются после того, как мясо размято или мелко измельчено, вместе с приправами, такими как молотый корень имбиря, соль и соевый соус. Из смеси формируют пельмени или мясные палочки. В фарш по вкусу добавляют мелко нарезанные садовые овощи. Для создания хрустящей текстуры можно добавлять овощи и травы, такие как батун-лук, болгарский перец, а иногда и рубленые хрящи птицы. 
Обычно цукуне встречается в одэн (яп. おでん, 田楽, でんがく) — японском рагу, состоящем из нескольких ингредиентов в лёгком бульоне даси (яп. 出汁). 

## Разновидности
- Варёные: Набемоно (яп. 鍋物) — блюдо, приготовленное за столом.
- Жаренные: Якимоно (яп. 焼き物) — блюда, приготовленные на гриле или на углях, включая фрикадельки, приготовленные на гриле.
- Жаркое: Агэмоно (яп. 揚げ物) или жареное во фритюре.
- Тушёное мясо: Цуюмоно (яп. 汁物, つゆもの) с овощами и зеленью.